# Umwelt- und Planungsrecht
Die Umwelt- und Planungsrecht (abgekürzt UPR), Untertitel Zeitschrift für Wissenschaft und Praxis ist eine juristische Fachzeitschrift, in der Abhandlungen, Gerichtsentscheidungen, Berichte über Gesetzgebung und Buchbesprechungen zum Umweltrecht und Planungsrecht veröffentlicht werden.
Die UPR erscheint seit 1981. Pro Jahr erscheinen 11 Ausgaben (für November und Dezember erscheint eine Doppelausgabe) über die Verlagsgruppe Hüthig Jehle Rehm GmbH; die derzeitige Auflagenstärke beträgt 1.350 Exemplare (2008).